# Јован Влах
Свети Јован Влах је православни светитељ и новомученик.
Православна црква прославља светог Јована Влаха 12. (25.) маја.

## Биографија
Потекао је из угледне и богате породице из Влашке. Живео је у време султана Ибрахима (1640-48 године). Када је имао 15 година, у време султана Мехмеда IV (1648-1687) ухватили су га Турци, који су напали његову земљу да би сузбили Влашки устанак 1662. године. Турци га заробе и одведу у Цариград.  Тамо га приморавали да прими муслиманску веру; и после разноврсних мучења они га обесе 1662 године на Пармак капији у Цариграду 12. маја 1662. 
Његове свете мошти хришћани су купили и са поштовањем сахранили.